# Gamasutra
Гамасутра (енгл. Gamasutra) веб-сајт је покренут 1997. године као информативни сајт за девелопере видео-игара. Власник и покретач је UBM TechWeb (некада део CMP Media), подружница компаније UBM (енгл. Unite Business Media), а веб-сајт служи као онлајн пратећа публикација за штампани магазин Game Developer.
Сајт Гамасутра и његов уређивачки тим добили су награду Веби (енгл. Webby) за 2006. и 2007. годину; говор од пет речи им је био „Срце плус наука једнако игрице” (енгл. Heart plus science equals games) односно „Уметност плус наука, опет игрице” (енгл. Art plus science, still games).
Пратећи веб-сајтови уз Gamasutra.com су GameCareerGuide.com и IndieGames.com.